# 阿兰·库珀
阿兰·库珀（Alan Cooper，1952年6月3日—），美国程序员，交互设计的提倡者。现在经营一家设计公司，并且著书讲述如何让软件的用户界面更加人性化。
库珀有些时候被叫做 Visual Basic 之父，虽然大多數的工作是由微软的內部開發團隊完成的，但是对于Windows可视化设计工具的创意是来源于库珀的。

## 著作
- 关于界面：用户界面设计基础（About Face: The Essentials of User Interface Design ）- ISBN 1568843224
- The Inmates Are Running the Asylum: Why High-Tech Products Drive Us Crazy and How to Restore the Sanity - ISBN 0672316498
- 关于界面2：互动设计基础（与罗伯特·雷曼合著）（About Face 2.0: The Essentials of Interaction Design （with Robert Reimann）） - ISBN 0764526413